# Niklas Jeck
Niklas Jeck (* 18. September 2001 in Stollberg/Erzgeb.) ist ein deutscher Fußballspieler. Aktuell steht der Innenverteidiger beim FV Illertissen unter Vertrag. 

## Karriere
Jeck wurde im erzgebirgischen Stollberg geboren und wuchs auch dort in der Region auf. Er begann bereits in jungen Jahren das Fußballspielen beim FSV Hohndorf, ehe er in die Nachwuchsabteilung von Erzgebirge Aue wechselte. Dort durchlief er alle weiteren Jugendmannschaften bis zur U19. Schon während der Saison 2018/19 durfte er erste Erfahrungen im Herrenbereich sammeln, so stand er am 34. Spieltag der Saison bei der 0:1-Niederlage gegen den SV Darmstadt 98 erstmals im Kader der ersten Herrenmannschaft der Auer, ohne jedoch eingewechselt zu werden. Um weitere Spielpraxis sammeln zu können, wurde er für die Saison 2019/20 von seinem Verein an den VfB Auerbach ausgeliehen. Dort gab er am 14. September 2019 beim 5:2-Sieg gegen den FSV Optik Rathenow sein Debüt in der Regionalliga Nordost. Er stand in diesem Spiel direkt in der Startelf seiner Mannschaft. Auch während der restlichen Saison war er Stammspieler der Mannschaft, ehe die Saison im März 2020 aufgrund der COVID-19-Pandemie zunächst unterbrochen und später abgebrochen wurde.
Im Sommer 2020 kehrte Jeck zu seinem Stammverein zurück und wurde dort fester Teil des Kaders der Herrenmannschaft und nahm bereits an der Saisonvorbereitung teil. Allerdings spielte er in der Saison 2020/21 noch keine Rolle in der Mannschaft von Trainer Dirk Schuster. Er stand einige Male im Spieltagskader, jedoch ohne zum Einsatz zu kommen. Am 9. Mai 2021 schließlich gab er sein Profidebüt, als er bei der 3:8-Niederlage gegen den SC Paderborn 07 in der 88. Spielminute für Steve Breitkreuz eingewechselt wurde. Parallel zur Saison 2020/21 besuchte Jeck das Sportgymnasium Chemnitz, um dort das Abitur abzulegen. Anfang Juli 2021 verlängerte er seinen Vertrag in Aue um drei weitere Jahre bis 2024.
Kurze Zeit später wurde er dann für eine Saison an den luxemburgischen Erstligen Union Titus Petingen ausgeliehen. Dort wurde er direkt zum Stammspieler und gab sein Debüt in der BGL Ligue am 8. August 2021 bei der 1:2-Niederlage gegen den FC UNA Strassen, bei der er in der 51. Spielminute auch direkt sein erstes Tor erzielen konnte. Insgesamt kam er in Petingen auf 25 Einsätze, bei denen er ein Tor erzielen konnte. Nach Beendigung der Leihe kehrte Jeck nach Aue zurück, die in der Saison 2021/22 in die 3. Liga abgestiegen waren. Dort spielte er allerdings keine Rolle und kam zu keinen weiteren Einsätzen. Im Januar 2023 wurde der Vertrag vorzeitig aufgelöst, und Jeck schloss sich dem Regionalligisten Wormatia Worms an. Dort wurde er auf Anhieb Stammspieler in der Innenverteidigung und war in jedem Spiel der Rückrunde über die volle Spielzeit im Einsatz. Am 25. März 2023 konnte er außerdem bei der 1:3-Niederlage gegen den Bahlinger SC sein erstes Tor in der Liga erzielen. Am Saisonende konnte er dem Abstieg als 16. der Regionalliga Südwest jedoch nicht verhindern. Außerdem erreichte er mit seinem Verein das Finale des Südwestpokals, das jedoch mit 6:7 nach Elfmeterschießen gegen den TSV Schott Mainz verloren ging. Jeck hatte seinen Elfmeter zum zwischenzeitlichen 5:5 jedoch verwandelt.
Nach dem Abstieg verließ Jeck Wormatia Worms und wechselte zur Saison 2023/24 zum FV Illertissen in die Regionalliga Bayern. In 31 Ligaspielen erzielte er zwei Treffer und erreichte im Landespokal Bayern das Halbfinale, wo man dem Drittligisten FC Ingolstadt 04 mit 1:4 unterlag. Doch schon in der folgenden Spielzeit gewann er durch einen 1:0-Finalsieg über die SpVgg Unterhaching diesen Pokalwettbewerb und qualifizierte sich damit für den DFB-Pokal 2025/26.

## Erfolge
Landespokal Bayern-Sieger: 2025